# Paris-Roubaix de 1968
A 66.ª edição da Paris-Roubaix teve lugar a 7 de abril de 1968 e foi vencida pelo belga Eddy Merckx, batendo ao sprint a Herman Van Springel. Pela primeira vez a corrida não partia de Paris desde Compiègne.

## Classificação final
| Posição | Ciclista            | Equipa                        | Tempo      |
| ------- | ------------------- | ----------------------------- | ---------- |
| 1       | Eddy Merckx         | Faemino-Faema                 | 7h 09' 26" |
| 2       | Herman Van Springel | Dr. Mann-Grundig              | m. t.      |
| 3       | Walter Godefroot    | Flandria-De Clerck-Krueger    | + 1' 37"   |
| 4       | Edward Sels         | Bic                           | + 3' 11"   |
| 5       | Victor Van Schil    | Faemino-Faema                 | m. t.      |
| 6       | Raymond Poulidor    | Mercier-BP-Hutchinson         | + 5' 05"   |
| 7       | Henk Nijdam         | Peugeot-Michelin-BP           | + 7' 46"   |
| 8       | Jan Janssen         | Pelforth-Sauvage-Lejeune      | + 8' 03"   |
| 9       | Guido Reybrouck     | Faema                         | m. t.      |
| 10      | Frans Melckenbeeck  | Pull-Over Centrale-Motte-Novy | m. t.      |